# Primera División de Chile 1948
El Campeonato Nacional de Fútbol de la Primera División de 1948 fue el torneo disputado en la 16.ª temporada del fútbol profesional chileno, con la participación de trece equipos. 
El torneo se jugó en dos rondas con un sistema de todos-contra-todos. Hubo también una tabla de descenso, que sumaba los puntajes obtenidos al final de este campeonato, más el de los años 1946 y 1947. El equipo que resultase último, descendería a la División de Ascenso.
El campeón del torneo fue Audax Italiano, que logró su tercer campeonato. El equipo que descendió a la DIVHA fue Santiago National.

## Tabla final
| Pos | Equipo               | PJ | PG | PE | PP | GF | GC | Dif | Pts |
| --- | -------------------- | -- | -- | -- | -- | -- | -- | --- | --- |
| 1   | Audax Italiano       | 24 | 15 | 5  | 4  | 66 | 40 | 26  | 35  |
| 2   | Unión Española       | 24 | 12 | 5  | 7  | 62 | 37 | 25  | 29  |
| 3   | Colo-Colo            | 24 | 11 | 6  | 7  | 42 | 34 | 8   | 28  |
| 4   | Santiago Morning     | 24 | 11 | 5  | 8  | 46 | 40 | 6   | 27  |
| 5   | Iberia               | 24 | 11 | 5  | 8  | 46 | 40 | 6   | 27  |
| 6   | Everton              | 24 | 12 | 3  | 9  | 45 | 41 | 4   | 27  |
| 7   | Universidad de Chile | 24 | 11 | 4  | 9  | 53 | 47 | 6   | 26  |
| 8   | Magallanes           | 24 | 9  | 7  | 8  | 59 | 50 | 9   | 25  |
| 9   | Universidad Católica | 24 | 10 | 4  | 10 | 52 | 47 | 5   | 24  |
| 10  | Santiago Wanderers   | 24 | 9  | 3  | 12 | 42 | 52 | -10 | 21  |
| 11  | Green Cross          | 24 | 7  | 4  | 13 | 41 | 62 | -21 | 18  |
| 12  | Badminton            | 24 | 8  | 1  | 15 | 45 | 69 | -24 | 17  |
| 13  | Santiago National    | 24 | 4  | 0  | 20 | 39 | 80 | -41 | 8   |

PJ=Partidos jugados; PG=Partidos ganados; PE=Partidos empatados; PP=Partidos perdidos; GF=Goles a favor; GC=Goles en contra; Dif=Diferencia de gol; Pts=Puntos
|  | Campeón |

## Campeón
| Chile                    |
| Audax Italiano 3º Título |

## Tabla de descenso
El equipo que obtuviera menos puntos en la suma de los puntajes obtenidos en los últimos tres campeonatos descendería a la División de Ascenso.
| Pos | Equipo               | 1946 | 1947 | 1948 | Total |
| --- | -------------------- | ---- | ---- | ---- | ----- |
| 1   | Audax Italiano       | 38   | 31   | 35   | 104   |
| 2   | Colo-Colo            | 30   | 38   | 28   | 96    |
| 3   | Unión Española       | 34   | 27   | 29   | 90    |
| 4   | Universidad de Chile | 34   | 27   | 26   | 87    |
| 5   | Magallanes           | 36   | 23   | 25   | 84    |
| 6   | Santiago Wanderers   | 32   | 25   | 21   | 78    |
| 7   | Universidad Católica | 26   | 26   | 24   | 76    |
| 8   | Green Cross          | 32   | 23   | 18   | 73    |
| 9   | Everton              | 29   | 16   | 27   | 72    |
| 10  | Badminton            | 30   | 24   | 17   | 71    |
| 11  | Santiago Morning     | 24   | 17   | 27   | 68    |
| 12  | Iberia               | 21   | 16   | 27   | 64    |
| 13  | Santiago National    | 18   | 19   | 8    | 45    |

|  | Desciende a la División de Ascenso |